# QR Весов
QR Весов (лат. QR Librae) — одиночная переменная звезда в созвездии Весов на расстоянии (вычисленном из значения параллакса) приблизительно 16760 световых лет (около 5139 парсеков) от Солнца. Видимая звёздная величина звезды — от +14,5m до +13,8m.

## Характеристики
QR Весов — пульсирующая переменная звезда типа RR Лиры (RRC).